# Tarenna elongata
Tarenna elongata är en måreväxtart som beskrevs av Elmer Drew Merrill. Tarenna elongata ingår i släktet Tarenna och familjen måreväxter. Inga underarter finns listade i Catalogue of Life.